# Kélo
Pour les articles homonymes, voir Kelo.
Kélo est la cinquième ville du Tchad par le nombre d'habitants (59 560 au recensement de 2006).
Elle est le chef-lieu du département de la Tandjilé Ouest.

## Géographie
La commune de Kélo est située au carrefour des axes routiers menant vers les grands centres urbains du sud du Tchad, vers le nord la route menant à la capitale du pays Ndjamena, vers le sud la route menant vers l'ancienne capitale économique Moundou puis Doba et Sarh, vers l'est la route menant vers Laï et vers l'ouest la route allant vers le Cameroun en passant par les villes de Pala et Léré (Tchad).
La commune compte 4 arrondissements ne jouissant pas d'une autonomie administrative et financière, 46 quartiers répartis en 108 carrés où siègent des autorités coutumières.

## Économie
Le secteur de l'agriculture domine l'économie locale. Au même titre que les autres grandes villes du sud du Tchad, Kélo est un carrefour logistique entre les zones de production locale et les grands marchés nationaux de consommation (Ndjamena). Les produits agricoles sont le riz, l'arachide, les haricots, le sésame, le mil, le sorgho. Les produits de l'élevage sont les bœufs, les chèvres et moutons et les volailles. La production maraichère est en augmentation : canne à sucre, carotte, salade, choux.
La culture de coton permet d'alimenter l'usine d'égrainage située dans la ville détenue par la CotonTchad. La production du coton est destinée exclusivement à l'exportation.
Kélo dispose d'un aérodrome, de 2 hôtels et de quelques agences bancaires (Ecobank et une agence en construction de la Société Générale Tchad).
La commune de Kélo est desservie par le réseau hydraulique de la Société Tchadienne des Eaux.    

## Éducation
La commune de Kélo compte 40 écoles primaires (dont 14 publiques), 10 collèges (dont 4 publiques) et 6 lycées (dont 2 publiques).

## Administration
La commune de Kélo fait partie des 42 communes du Tchad où se sont tenues les premières élections locales du pays en janvier 2012. La commune comptaient 31 conseillers municipaux dont 9 femmes. Mais ils ne sont actuellement que 26, dont 8 femmes pour cause de décès de 3 et la démission de 2 autres.
Liste des maires :
de 2008 à 2012 : Kirnakining Clémentine Achta (nommée)
de janvier 2012 a août 2017 : Kirnakining Clémentine Achta (élue)
depuis aout 2017 : Bessingar Bazo (élu)

## Galerie de photos

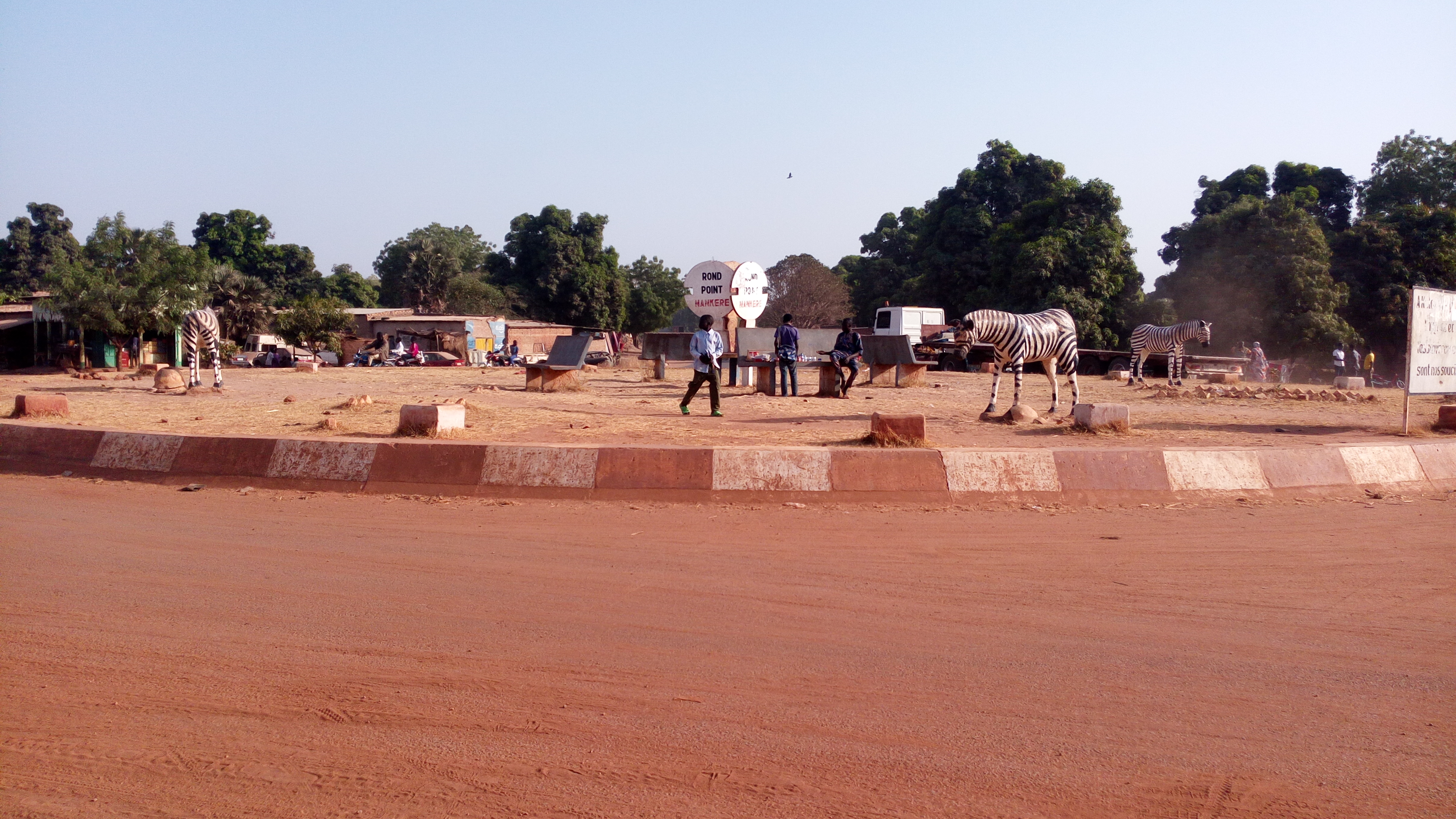
Rond-point Nangkéré à Kélo